# گل راعی
گل راعی، هوفاریقون، گل شهناز، علف چای (نام علمی: Hypericum perforatum), گیاهی علفی، گلدار و پایا از تیره گل‌راعیان است که معمولاً به صورت خودرو در میان کشتزارهای گندم و ذرت یافت می‌شود. گل راعی و سایر گیاهان خانوادهٔ گل‌راعیان دارای ماده‌ای به‌نام هیپریسین هستند. گل راعی بومی اوراسیا است و به‌طور گسترده در مناطق معتدل اروپا (اوکراین و روسیه)، آسیا (ترکیه، هند و چین) و شمال آفریقا (خاورمیانه) می‌روید و همچنین به مناطقی از جمله ایالات متحده آمریکا، آمریکای جنوبی و استرالیا نیز به‌صورت گونه‌ای مهاجم معرفی و پراکنده شده‌است. گل راعی در مناطق مختلفی از ایران از جمله دامنه کوه‌های البرز، چالوس، مازندران و نقاط غرب ایران می‌روید.
در حالی‌که خوردن گل راعی توسط دام‌ها مضر و خطرناک است و در صورت مصرف توسط انسان نیز ممکن است با داروهای مصرف شده ایجاد تداخل دارویی کند اما این گیاه برای سده‌ها در طب سنتی مورد استفاده است و امروزه در کشورهای زیادی در حال کشت صنعتی و تجاری است.

## ریخت‌شناسی
گل راعی تقریباً تا یک متر بلندی دارد و به همراه شاخه‌های جفتی و متقابل رشد می‌کند. برگهای آن متقابل و بی‌پایه (چسبیده) است، تا دو سانتی‌متر بلندی دارد و دارای نقاط غده‌ای و نیمه شفّاف متعدّدی است که در برابر نور پدیدار می‌شوند. گُلهای زرد تا سفید رنگ، دارای پنج گلبرگ، با پرچمهای بیرون زده‌است و به صورت مجتمع در بالای ساقهها به چشم می‌خورند.
این گیاهان، حاوی تعداد زیادی از رنگدانه فلورسانس dianthrone (ترکیب‌های دارای دو انترون، به شکل ساختارهای سوزنی و به رنگ سفید تا زرد روشن) مربوط به طیف قرمز با فعّالیت زیستی هستند. این نیز گزارش شده که بیوسنتز هایپریسین، با ریخت زایی و چیدمان غدد روغنی قرمز تیرهٔ موجود بر روی برگ‌های گیاه، مرتبط است.

## نام‌گذاری گیاه
این گیاه در ایران، با نام‌های علف چای، گُل راعی یا هزارچشم خوانده شده‌است و در زبان انگلیسی، St. John’s wort (به معنی: مخمّر یوحنای مقدّس) نام دارد؛ دلیل این نام گزینی، به گُلدهی و برداشت سنّتی آن در زادروز یحیای نبی (۲۴ ژوئن) برمی‌گردد و همچنین می‌تواند یادآور شوالیه‌های St. John (به معنی: شوالیه‌های یوحنای مقدّس) باشد که در طول جنگ‌های صلیبی، از آن برای درمان زخم استفاده می‌کردند. لازم است ذکر شود که همهٔ گونه‌های خانوادهٔ گل‌راعیان با نام St. John’s wort شناخته می‌شوند.
با نگاهی به واژه‌نامه‌های پارسی، نام‌های کهن و نام عربی (و برخی از ویژگی‌های کلّی) آن نیز به چشم می‌خورد.

### واژهٔ هوفاریقون درلغت‌نامه دهخدا
هوفاریقون. معرب، اِ به لغت رومی نام دوایی است که آن را داروی رومی گویند و آن حبی باشد سرخ به رنگ سماق بغدادی و به عربی رمان الانهار خوانند. عرق النسا را نافع است و بول و حیض را براند و آن را هیوفاریقون هم می‌گویند. (آنندراج) (برهان). هزارچشم. و رجوع به مفردات ضریر انطاکی و تحفهٔ حکیم مؤمن و گیاه‌شناسی گل گلاب ص ۲۰۴ شود.

### واژهٔ هوفاریقون درفرهنگ لغت عمید
(اسم) [معرب، مأخوذ از یونانی] ‹اوفاریقون، هیوفاریقون› (زیست‌شناسی) [hufāriqun] گیاهی با ساقهٔ کوتاه، برگ‌های سرخ، و گل‌های زرد یا سفید چتری شبیه گل شبت، که تخم‌های آن در غلاف دراز قرار دارد. در طب قدیم جهت رفع تنگی نفس، سل و درد سینه به‌کار می‌رفته.

## اثر دارویی
گیاه گل شهناز از نظر طب قدیم ایران گرم و خشک است و خواص درمانی بسیاری دارد این گیاه ضد کرم معده و روده است و گرفتگی صدا را باز می‌کند.
این گیاه برای درمان مرض کزاز بکار می‌رود و اگر برگ آن را به صورت پودر روی زخمهای عمیق بپاشید این نوع زخمها را خوب می‌کند. مواد روغنی گیاه بالاخص دارای اثرات بارز ضد زخم، ضدسوختگی و التیام بخش پوستی می‌باشد.
گل راعی درمان‌کننده بیماری مننژیت است؛ درد پشت و گردن و خشکی گردن را درمان می‌کند و ضدافسردگی است.
این گیاه اشتها را باز می‌کند بنابراین می‌توان آن را به بچه‌ها و افراد مسن که اشتها ندارند داد. کسانی که از داروهای آسم و ضدسرماخوردگی و حساسیت استفاده می‌کنند نمی‌توانند چای کوهی مصرف کنند.
مواد مؤثر موجود در این گیاه، شامل هایپرفورین و هایپریسین است. هایپرفورین موجود در گل راعی با تحریک تمایز کراتینوسیتها و ساخته شدن کراتین موجب بازیابی ساختار آسیب دیده اپیدرم و در نتیجه بهبود ترک خوردگی پا می‌شود. همچنین هایپریسین و سودوهایپریسین موجود در عصاره گل راعی سبب افزایش تعداد سلول‌های فیبروبلاست و همچنین گرانول‌های کلاژن موجود در آن‌ها و کاهش سلول‌های پیر و مرده می‌شوند. در نتیجه عصاره روغنی این گیاه سبب تسریع روند بهبود ترک خوردگی پا می‌شود. علاوه بر این هایپرفورین موجود در این گیاه دارای خاصیت ضد التهابی می‌باشد. این ماده مؤثره سبب مهار آنزیم‌های سیکلواکسیژناز ۱ و ۵- لیپواکسیژناز شده، در نتیجه از تولید PGE2 و LTB4 که از عوامل ایجاد التهاب هستند، جلوگیری می‌کند.عصاره این گیاه علیه باکتریهای Staphylococcus spp. و Streptococcus spp. دارای اثرات آنتی باکتریال می‌باشد. این باکتریها می‌توانند در مناطقی از پاشنه پا که دچار ترک خوردگی شده‌است ایجاد عفونت نمایند.

### درمان افسردگی
خاصیت این گیاه در درمان افسردگی به اثبات رسیده و مکانیزم اثر ضد افسردگی آن از طریق مهار آنزیمی است. یکی از مواد مؤثر این گیاه هایپریسین می‌باشد که فراورده‌های آن هم بر اساس همین ماده استانداردسازی می‌شوند و اثر ضد افسردگی گیاه نیز مربوط به این ماده می‌باشد. در ابتدا تصور می‌شد که این ماده مهارکنندهٔ آنزیم Mono amino oxidase (به اختصار: MAO) است؛ ولی مطالعات جدیدتر روی حیوانات نشان داد که این اثر بسیار ناچیز است و مکانیسم عمده اثر ضد افسردگی آن از طریق مهار برداشت (reuptake) سروتونین یا سایر انتقال دهنده‌های عصبی (نوروترانسمیترها) در مغز می‌باشد.

## اَشکال دارویی

### داروهای موجود در ایران
از این گیاه بیش از پنج فراوردهٔ دارویی در بازار ایران موجود است. قرص نروکسین دینه، قطرهٔ هایپیران و قرص پرفوران که هر سه در درمان افسردگی کاربرد دارند؛ افشانه نوروژیک، که در درمان دردهای عصبی کاربرد داشته و خاصیت ضدالتهابی دارد. عصاره گیاه گل راعی که عصاره گلایکولی به دست آمده از سر شاخه‌های گل دار این گیاه است و در درمان ترک‌های
پوستی پا مؤثر است. این عصاره سبب تحریک رشد و تمایز بافت می‌شود و اثرات ضد التهاب و آنتی باکتریال دارد. همچنین عصاره هوفاریقون، عصاره روغنی این گیاه است که در درمان زخم معده کاربرد دارد و اثرات ضد زخم و ضد التهاب دارد.

نکتهٔ قابل ذکر در مورد این گیاه و فراورده‌های آن، تداخلات دارویی آن است که مصرف آن را محدود نموده و دلیلش هم مهار آنزیمی MAOاست، که با برخی از داروهای ضد افسردگی و داروهای دیگر تداخل شدید دارد. به هر حال، برای استفاده از این داروها، مشورت با دکتر داروساز یا پزشک معالج لازم است.

### تداخل‌های دارویی و احتیاط‌های پزشکی لازم برای مصرف مشتقات دارویی
جدول زیر، ۱۰ دسته از اثرات و تداخل‌های دارویی و نکات قابل ملاحظهٔ درمان دارویی با مشتقات شیمیایی ساخته شده از علف چای را نشان می‌دهد.
| #  | دارو                                                                                        | اثر برهم کنش با دارو                                                                      | مدیریت پیشنهادی بیماران پیش از آماده‌سازی‌های SJW |
| -- | ------------------------------------------------------------------------------------------- | ----------------------------------------------------------------------------------------- | --- |
| ۱  | بازدارنده‌های پروتئاز HIV، مانند: indinavir, nelfinavir, ritonavir, saquinavir               | سطوح خونی کاهش یافته، همراه با از دست دادن احتمالی سرکوب HIV                              | سنجش بار ویروسی RNAی HIV و قطع SJW |
| ۲  | بازدارنده‌های ترانس کریپتاز معکوس غیرنوکلئوزیدی HIV، مانند: efavirenz, nevirapine            | سطوح خونی کاهش یافته، همراه با از دست دادن احتمالی سرکوب HIV                              | سنجش بار ویروسی RNAی HIV و قطع SJW |
| ۳  | وارفارین                                                                                    | کاهش اثر ضد انعقادی و نیاز به افزایش مقدار وارفارین                                       | کنترل INR و قطع SJW. ردیابی دقیق INR که ممکن است با قطع SJW افزایش یابد. ممکن است مقدار مصرف وارفارین نیاز به تنظیم داشته باشد.                       |
| ۴  | ریواروکسابان و آپیکسابان                                                                    | کاهش غلظت دارو در پلاسمای خون                                                             | قطع SJW |
| ۵  | سیکلوسپورین                                                                                 | سطوح خونی کاهش یافته با خطر رد پیوند                                                      | کنترل سطوح خونی سیکلوسپورین و قطع SJW. ممکن است سطوح سیکلوسپورین با قطع SJW افزایش یابد. ممکن است مقدار سیکلوسپورین نیاز به تنظیم داشته باشد.         |
| ۶  | ضدآبستنیهای خوراکی                                                                          | سطوح خونیی کاهش یافته، همراه با خطر آبستنی ناخواسته و پیشرفت غیرمنتظرهٔ خونریزی            | قطع SJW |
| ۷  | داروهای ضدتشنج (کاربامازپین، فنوباربیتون، فنی تویین)                                        | سطوح خونی کاهش یافته همراه با خطر وقوع حملات                                              | کنترل سطوح داروهای ضدتشنج و قطع SJW. ممکن است سطوح داروهای یاد شده با قطع SJW افزایش یابد. ممکن است مقدار داروی ضدتشنج نیاز به تنظیم دقیق داشته باشد. |
| ۸  | دیگوکسین                                                                                    | سطوح خونی کاهش یافته و از دست دادن کنترل ریتم (نواخت) قلب یا اختلال در کار قلب            | کنترل سطوح دیگوکسین و قطع SJW. ممکن است سطوح دیگوکسین با قطع SJW افزایش یابد. ممکن است مقدار دیگوکسین نیاز به تنظیم داشته باشد.                       |
| ۹  | تئوفیلین                                                                                    | سطوح خونی کاهش یافته و از دست دادن کنترل تنگی نفس یا محدودیت مزمن جریان هوا               | کنترل سطوح تئوفیلین و قطع SJW. ممکن است سطوح تئوفیلین با قطع SJW افزایش یابد. ممکن است مقدار تئوفیلین نیاز به تنظیم داشته باشد.                       |
| ۱۰ | تریپتانها (sumatriptan, naratriptan, rizatriptan, zolmitriptan)                             | اثرات افزایش یافتهٔ سروتوژنیک (وابسته به سروتونین) همراه با افزایش وقوع واکنش‌های سوء (مضر) | قطع SJW |
| ۱۱ | بازدارنده‌های انتخابی بازجذب سروتونین (سیتالوپرام، فلوکستین، فلوکسامین، پاروکستین، سرترالین) | اثرات افزایش یافتهٔ سروتوژنیک (وابسته به سروتونین) همراه با افزایش وقوع واکنش‌های سوء (مضر) | قطع SJW |

## خواص ضد افسردگی
قدرت این دارو گیاهی در مقابله با افسردگی‌های خفیف تا متوسط و برخی موارد ماژور هم میزان با داروی‌های شیمیایی ذکر گردیده‌است اما مقالاتی هم وجود دارد که این موضوع را رد می‌کند. از خواص دیگر این دارو، درمان دردهای دوران قاعدگی می‌باشد.